# Menophra petrificaria
Menophra petrificaria là một loài bướm đêm trong họ Geometridae.